# Săliște de Vașcău, Bihor
Săliște de Vașcău este un sat în comuna Criștioru de Jos din județul Bihor, Crișana, România.

 Acest articol despre o localitate din județul Bihor este deocamdată un ciot. Puteți ajuta Wikipedia prin completarea lui.